# Skt. Clemens Bro
56°09′22″N 10°12′31″Ø / 56.1561°N 10.2085°Ø
Skt. Clemens Bro er en bro i Aarhus, der går over Aarhus Å som en del af Strøget og Skt. Clemens Torv. Den blev anlagt i 1884, og har siden været bindeleddet mellem den gamle bydel ved Store Torv og den nye bydel ved banegården. Skt. Clemens Bro er opkaldt efter Aarhus' skytshelgen Sankt Clemens.
Broen ses også stavet Sct. Clemens Bro, Sct. Clemensbro, Skt. Clemensbro, Sankt Clemensbro eller Sankt Clemens Bro.

## Historie

### Ny bydel og ny bro
Før 1862 lå Aarhus’ absolutte centrum omkring Store Torv; det var i dette område at folk boede og samledes til markeder. I 1862 kom jernbanen til Aarhus og ejendomme, hoteller og butikker skød frem om den nyanlagte banegård, hvilket hurtigt medførte, at et nyt bycentrum opstod. 
For at komme fra Store Torv til banegården måtte aarhusianerne krydse åen, og de eneste broer, der fandtes til kørende trafik, var Frederiksbroen ved Immervad og Mindebroen. Størstedelen af den kørende trafik til banegården kørte gennem Skolegade over Mindebroen og videre op gennem Fredensgade. 
Fodgængere kunne tage Fiskerbroen ved Fiskergyde og gå op gennem Søndergade. Området mellem Sønder Allé og banegården tilhørte handelsgartner Jensen. Gennem gartnerens store have kunne man via en sti tage en smutvej; denne smutvej blev i 1873 til Ryesgade. Efter etableringen af Ryesgade var der nu en lige vej fra Banegården til Domkirken. Det eneste, der manglede, var en bro til kørende trafik ved Fiskergyde.

### En højbro på tegnebrættet
Behovet for den senere Skt. Clemens Bro var dermed stort, og ved byrådets forhandlinger i februar 1872 blev de første to forslag til broen behandlet. Det ene forslag kom fra arkitekt R. Langeland-Mathiesen, mens det andet kom fra stads- og havneingeniør P.B. Obel. Begge projekter blev dog anset for vilde projekter og blev skrinlagt.
En bro kunne dog ikke undværes, og i 1875 udskrev ”Udvalget for Byens Udvidelse og Bebyggelse” en konkurrence på en højbro. Broen skulle have en kørebane med en bredde på 6,30 meter, en frihøjde på 3,15 meter over Fiskergade og Aagade og hele 11,5 meter over åen.  
Projektets vinder blev premierløjtnant A.F.C. Andersen, som blev præmieret med 1500 kr. 
Heller ikke dette projekt blev realiseret, og i perioden 1878 til 1881 fremlagde byrådsmedlem og tømrermester Jensen-Vroue flere udkast til broprojekter. Byens økonomi var ikke til store byggeprojekter, og det hjalp ikke på situationen, at Hans Broge i 1879 på byens vegne købte et gasværk til 350.000 kr. 

### Hans Broges Bro
I sidste ende blev det dog Hans Broge selv, der blev en hoveddrivkraft til broens endelige realisering. Hans Broge var raget uklar med byens skattevæsen, som mente, han skyldte byen 14.000 kr. 5. maj 1881 modtog byrådet et brev fra Hans Broge, hvor han skrev, at betingelsen for tilbagebetalingen af de 14.000 kr. var, at to projekter skulle realiseres. Det ene projekt var en jernbaneforbindelse mellem Aarhus og Odder. Det andet projekt var etableringen af Skt. Clemens Bro. Samtidigt ville Hans Broge skænke byen yderligere 10.000 kr. kontant til broprojektet. Den eneste betingelse var, at der skulle forelægge afsluttende kontrakter på begge projekter inden for et år.

#### Projektet realiseres
Vroues seneste projekttegninger blev overgivet til havneingeniør Th. Hornemann og stadsingeniør P. Sletting, samtidig med at en privat indsamling blev stablet på benene til at indsamle de 100.000 kr., som kunne finansiere dele af projektet. I alt løb finansieringen op i 364.000 kr. I 1882 påbegyndtes nedrivningen af bygninger i Fiskergade, Ågade og Søndergade, og 23. maj 1884 kunne aarhusianerne for første gang tage Skt. Clemens Bro i brug. Broens indvielse markerede også starten på de første sporvogne i Aarhus. De var hestetrukne og var i brug indtil 1895. Fra 1896 til 1903 kørte der hesteomnibusser og fra 1904 til 1971 elektriske sporvogne over broen.

### Konstruktionen
Selve brokonstruktionen bestod af svære jernsøjler og to gennemløbende pladejernsdragere, som hvilede på to støttemure. Ved broens udførsel blev der også lagt vægt på det æstetiske, og den kongelige bygningsinspektør arkitekt Th. Walther blev udpeget til at stå for udarbejdelsen af detailtegningerne til broens jernkonstruktioner. Jernsøjlerne blev udsmykket med hjørnepilastre, profilerede baser og knopkapitaler. Rækværket blev udført i smedejern med Skt. Clemens anker indlagt, mens der på hvert brohoved stod en femarmet kandelaber. 
Under broen blev bygget en lavbro til fodgængere fra Ågade til Fiskergade. Denne bro havde dog ikke højbroens fine detaljer. Lavbroen måtte lade livet i 1930, da man dækkede åen til. 

### Udskiftning og renovering
Den 23. februar 1945 forsøgte Petergruppen at sprænge broen i stykker. Broen holdt, men flere bygninger tæt på led store skader.
Omkring 1983 stod afdelingsarkitekt ved Stadsarkitektens Kontor Ole Østergaard og ingeniørfirmaet Carl Bro A/S bag udskiftningen af den 100 år gamle bro. De gamle jernkonstruktioner i broen blev udskiftet med beton- og stålsøjler, mens de oprindelige støttemure blev bevaret. Området under broen blev gjort mere attraktivt, og broen fik samtidig et nyt rækværk designet af Finn Sködt, der også har designet kalligrammerne på Jægergårdens facade. Broens nuværende træbelægning kom først til i 2002 og var de første par år årsag til megen diskussion på grund af træets glatte overflade. Ved frilægningen af Aarhus Å blev lavbroen under broen genetableret, således at Skt. Clemens Bro igen i dag fremstår som en dobbeltbro.